# MRSI

Animation von sechs Geschossen verschiedener Flugbahnen und Abschusszeiten, die zum selben Zeitpunkt ein Ziel treffen.

MRSI (englisch Multiple Round Simultaneous Impact) ist ein Begriff aus der Waffentechnik. Es bezeichnet die Fähigkeit eines einzelnen Geschützes, mehrere Geschosse abzufeuern, die gleichzeitig im Ziel einschlagen. Fast alle modernen Artilleriegeschütze sind in der Lage, nach dem MRSI-Verfahren zu feuern.

## Hintergrund
Bedingt durch ihre ballistische Flugbahn schlagen die Geschosse der – normalerweise aufgelockert – in einer Feuerstellung stehenden Geschütze zu unterschiedlichen Zeitpunkten ein. Dies gibt dem Gegner nach dem Einschlag der ersten Granate Zeit, auf den Angriff zu reagieren, eine Deckung aufzusuchen oder den betroffenen Bereich zu verlassen. Dadurch sinkt die Effektivität des Beschusses gerade gegen Truppen- oder Fahrzeugansammlungen. Daher versucht die Artillerie, eine hohe Anzahl von Geschossen gleichzeitig ins Ziel zu bringen.

Darstellung der unterschiedlichen Flugbahnen beim MRSI: Für jede Mündungsgeschwindigkeit gibt es eine steilere (> 45°, durchgezogene Linie) und eine flachere (< 45°, gestrichelte Linie) Flugbahn. Auf diesen verschiedenen Flugbahnen haben die Granaten dann unterschiedliche Flugzeiten.

## Verfahren und Technik
Das MRSI-Verfahren stellt eine Erweiterung der Vorgehensweise des Time On Target (TOT) dar. Während beim TOT-Verfahren der gleichzeitige Einschlag der Geschosse durch die Koordination von mehreren Geschützen erfolgt, ermöglicht das MRSI dieselbe Wirkung mit einem einzelnen Geschütz.
Dies wird erreicht, indem das erste Geschoss mit großer Rohrerhöhung (Elevation) und großer Treibladung verschossen wird und die nachfolgenden mit abnehmender Rohrerhöhung und angepassten Treibladungen. Damit wird auch durch die unterschiedlichen jeweiligen Mündungsgeschwindigkeiten eine unterschiedliche Flugzeit der Granaten erreicht. Durch die Verringerung der Treibladungen und Rohrerhöhung nimmt die maximale Reichweite für einen MRSI-Angriff gegenüber der maximalen Schussweite des Geschützes allerdings ab. Voraussetzung für das MRSI-Verfahren ist eine schnelle Feuerleitrechnung, ein hochdynamisches Ausrichten des Geschützes und eine hohe Kadenz der Waffenanlage, beispielsweise durch automatisierte Geschosszuführung.
Die Panzerhaubitze 2000 ist beispielsweise so in der Lage, sechs Geschosse auf eine Entfernung von 17 km zu feuern, die nach ihrer Flugzeit innerhalb von 1,2 Sekunden im Ziel explodieren.
Des Weiteren ergibt sich so die Möglichkeit, aus einer Kombination von Time On Target und MRSI eine noch höhere Geschosskonzentration zu erreichen.